# いわいどりのとりたん
いわいどりのとりたんとは、岩手県一関市室根町にある、株式会社オヤマが製造・販売されている冷凍食品の名称である。

## 概要
同社の銘柄鶏「奥州いわいどり」の砂肝に特殊な加工を施し、さらに表面に数本スリットを入れ、塩こうじを主体としたオリジナル調味液に漬け込んだ後、冷凍したものである。
味付けは旨味のある塩味と、弾力のある食感が特徴である。

## 経緯
従来より砂肝は焼き鳥の素材として使用されることが大半であった。
2020年、新型コロナウイルスの影響により飲食店の休業や売上低迷により、同社においては廃棄せざるをえない状況に陥った。その反面、もも肉やむね肉の主要部位は需要が急増。鶏の生産量を増やさなければならなくなり、更に深刻化した砂肝の廃棄問題を回避するために商品化したのが誕生のきっかけである。
砂肝は鶏肉の部位の中で、家庭用商品としては決して人気の高い部位ではない。
その理由として、以下の4点が挙げられる。
1. 通常硬くて食べられない筋(銀皮)をナイフで除去して調理する必要があるため、手間がかかる。
2. 砂肝は冷蔵での流通が基本となるが、流通の過程で鮮度が落ち、内臓独特の臭いが発生してしまう。
3. 歯ざわりや食感が苦手。
4. 砂肝のフタコブラクダのような形状上、均一に火が通りにくい。

上記の欠点を克服するために、製造過程で下記の加工を施した。
1. 筋もつけたまま加工、除去する手間を省く。
2. 産地で加工し冷凍するので、臭みもなく、鮮度を維持できる。
3. 塩こうじを主体としたオリジナルタレを開発し、硬い筋は柔らかく、肉感は維持したまま商品化することに成功[5]。
4. フライパンで均一に火が通りやすいような形状にカットを施した。

これらの加工により、子供から高齢者まで食べ易い商品を目指した。
また、砂肝の持つ食感が牛タンに似ていることから、「仙台の牛タン焼き」に見た目を近づけるために表面に数本スリットを入れた。
商品名の由来は「牛タン」を意識したものだが、鶏の舌と間違えられることを防ぐために、製品の形をかたどったイメージキャラクター「とりたん」を同社社員が描き、その名称を商品名とした。
- 2020年秋より商品開発を開始[6]。
- 2021年4月に同社が運営するネットショップ「奥州いわいネット」にて販売開始し、初日に2,000パックが完売[6]。
- 2021年5月には盛岡市にてマスメディアに対し商品発表会を開催[6]。

## 今後の展開
そもそもフードロス削減を目的として誕生した商品だったが、同社の経営方針「食文化の創造・地域社会への貢献・人間性の調和」を達成するために、岩手県のソウルフードとして成長し、来県者数を増やす・県内の鶏肉消費量を増やす・製造数を増やして雇用の創出をはかることを目標としている。